# Alf Clausen
Alf Clausen (28. března 1941 Minneapolis – 29. května 2025 Los Angeles) byl americký filmový a televizní skladatel. Nejvíce je známý spoluprací na televizním seriálu Simpsonovi. Clausen složil nebo instrumentoval hudbu pro více než 30 filmů a televizních pořadů, jako například Bláznivá střela nebo ALF.

## Životopis
Clausen se narodil v Minneapolis, Minnesota a vyrůstal v Severní Dakotě. Clausen se zajímal o hudbu od mládí. Obdivoval například Henry Manciniho; Jeho kniha Zvuky a výsledky ho inspirovala. Studoval na státní univerzitě v Severní Dakotě, na univerzitě ve Wisconsinu a Berkleeho vysoké škole muziky v Bostnu.
Uměl hrát na lesní roh, klavír a věnoval se také basové kytaře.
Během své kariéry se mu dostalo sedmadvaceti nominování na cenu Emmy a z toho ji dvakrát vyhrál (1997 a 1998), a to díky seriálu Simpsonovi. A za svou práci na Simpsonových získal pětkrát cenu Annie.